# Manioc
Ne doit pas être confondu avec igname ou ha.
Manihot esculenta
Espèce
Le manioc (Manihot esculenta) est une espèce de plantes dicotylédones de la famille des Euphorbiaceae, originaire d'Amérique centrale et d'Amérique du Sud, plus particulièrement du sud-ouest du bassin amazonien,. C'est un arbuste vivace qui est largement cultivé comme plante annuelle dans les régions tropicales et subtropicales pour sa racine tubérisée riche en amidon. Le terme « manioc » désigne d'ailleurs aussi bien la plante elle-même que, par métonymie, sa racine ou la fécule qui en est extraite.
On consomme généralement ses racines très riches en glucide et sans gluten, mais aussi ses feuilles en Afrique, en Asie et dans le nord du Brésil (pour la confection du maniçoba). Au nord et au nord-est du Brésil, le mot « farine » (en portugais farinha) désigne avant tout la farine de manioc, et non de blé. Cette farine n'a d'ailleurs pas l'aspect de la farine de blé : elle ressemble plutôt à une semoule sèche plus ou moins grossière de couleur allant du jaune vif au gris en passant par le blanc. Il s'agit en fait d'une fécule, mot plus adapté pour parler de la « farine » issue d'une racine.
On en distingue deux types de cultivars, amers et doux, qui diffèrent par leur concentration en hétérosides cyanogènes (servant de moyen de défense à la plante). Le manioc amer est impropre à la consommation s'il n'est pas soigneusement détoxifié, et ses racines séchées sont transformées en tapioca, en cassave ou en farine. Les racines de manioc doux peuvent être directement consommées.
Avec une production presque équivalente à celle de la pomme de terre, c'est un aliment de base pour des millions de personne.

## Étymologie
Le terme français de manioc (1556) est emprunté aux groupes de langues autochtones d'Amérique tupi du Brésil. Une variante mani(h)ot a donné le français nanihot, maniot, attesté dans la seconde moitié du XVIe siècle. Son nom proviendrait d'un mythe tupi à propos de la déesse Mani, à la peau blanche, qui aurait établi son domicile (oca) dans la racine de la plante.
Le médecin et botaniste autrichien Crantz a décrit l’espèce sous le nom de Manihot esculenta en 1766 dans Institutiones Rei Herbariae 1: 167.

## Description

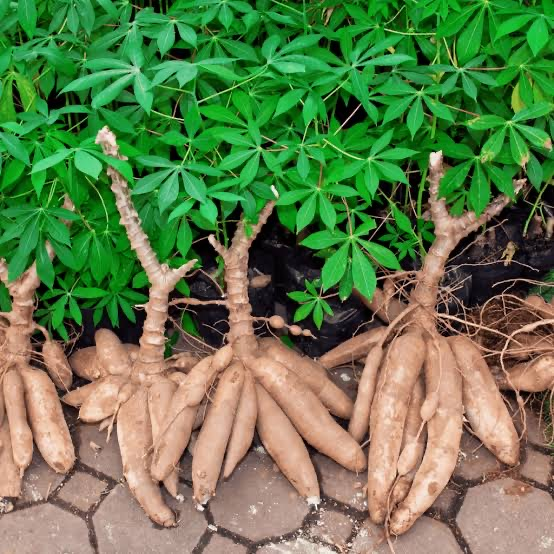
Plante du manioc

### Aspect général
Manihot esculenta est un arbuste ou petit arbre pouvant atteindre 5 m de haut, à ramification généralement trichotomique. Les rameaux, fragiles, à l'écorce lisse, de couleur variant du blanc crème au brun foncé, ont une moelle très épaisse. Toutes les parties de la plante contiennent un latex blanc. Le système racinaire est constitué de racines traçantes pouvant atteindre 1 m de long. Certaines racines subissent un phénomène de tubérisation, par accroissement secondaire dû au cambium, qui démarre un à deux mois après la plantation. Les racines tubérisées sont farineuses et peuvent atteindre 50 cm de long. Leur nombre varie selon les cultivars et des facteurs environnementaux comme la photopériode, en général on en compte de 4 à 8 par plant.

### Feuilles
Les feuilles, alternes, ont un limbe, de 6 à 25 cm de large, profondément palmatipartite, de couleur vert foncé à la face supérieure, glauque à la face inférieure. Le nombre de lobes, toujours impair est variable, souvent de trois à sept lobes. Le limbe est parfois très légèrement pelté avec 1 à 2 mm de largeur du limbe située sous l'insertion du pétiole. Les lobes sont généralement oblancéolés (le lobe médian, entier, mesurant de 6,5 à 15 cm de long sur 2 à 6 cm de large), progressivement aigus-acuminés à leur extrémité, rétrécis à la base, moyennement pubescents près de la nervure médiane ou presque glabres.
Le pétiole, souvent rougeâtre, long de 4 à 25 cm, porte à sa base deux stipules, triangulaires-lancéolées, de 4 à 5 mm de long sur 2 mm de large, rapidement caduques.

### Fleurs
L'inflorescence est une panicule terminale de 2 à 11 cm de long, sous-tendue par des bractées ressemblant aux stipules. Les fleurs mâles et femelles sont séparées (plante monoïque), les premières se situant au sommet et les secondes, peu nombreuses, à la base de l'inflorescence.
Les fleurs mâles sont portées par des pédicelles minces, de 5 mm de long. Le calice est formé de lobes triangulaires, subaigus, glabres de 6 mm de long sur 4 mm de large.
Les étamines, au nombre de 10 réparties en deux verticilles, ont un filet libre, mince, glabre, blanc, long de 7 mm pour la plus longue, de 2,5 mm pour les plus courtes. Les anthères, petites (1,5 mm de long), jaune pâle, présentent une touffe apicale. Le disque réceptacle présente dix lobes concaves, aigus.
Les fleurs femelles, portées par des pédicelles de 7 mm de long, incurvées, font jusqu'à 2,5 cm de diamètre. Les sépales triangulaires-ovales, subaigus font 1 cm de long sur 0,5 cm de large. L'ovaire, rose, de forme botryoïdale, mesure 2 × 2 mm. C'est un ovaire triloculaire supporté par un disque réceptacle glandulaire à cinq lobes faiblement marqués. Il présente six ailes étroites et un style terminé par un stigmate à trois lobes. Chacune des loges renferme un ovule simple.

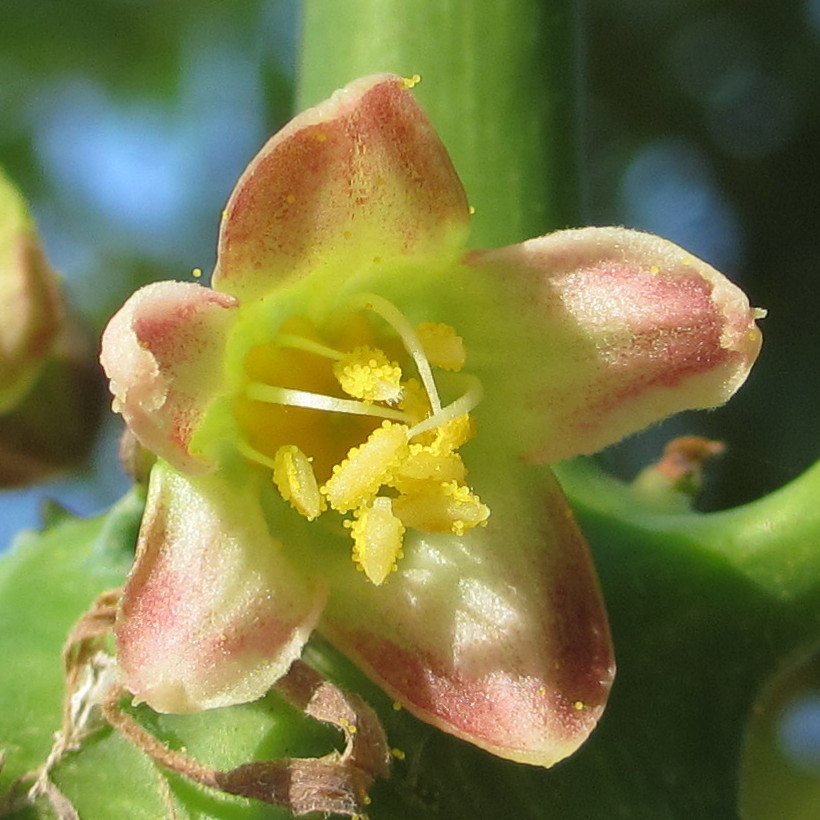
Fleur mâle.
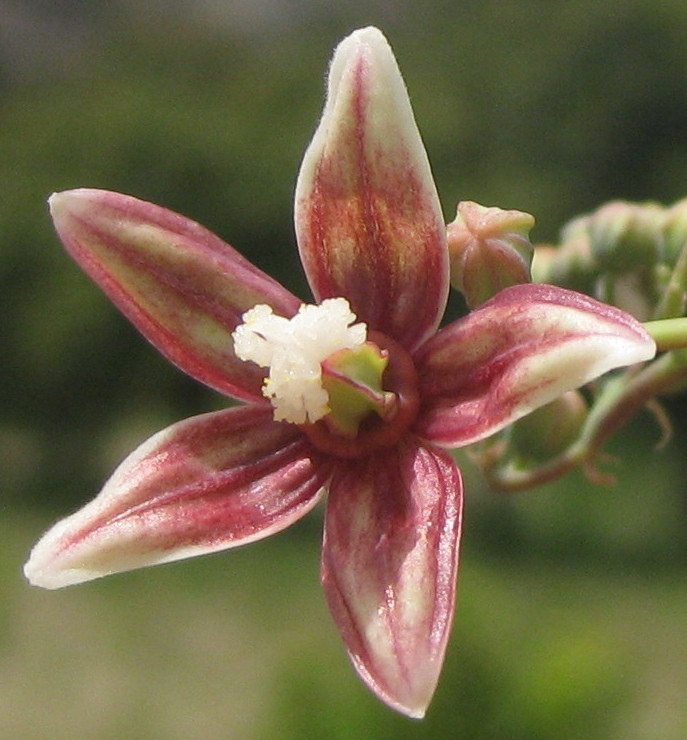
Fleur femelle. Cultivar Maria.

### Fruits

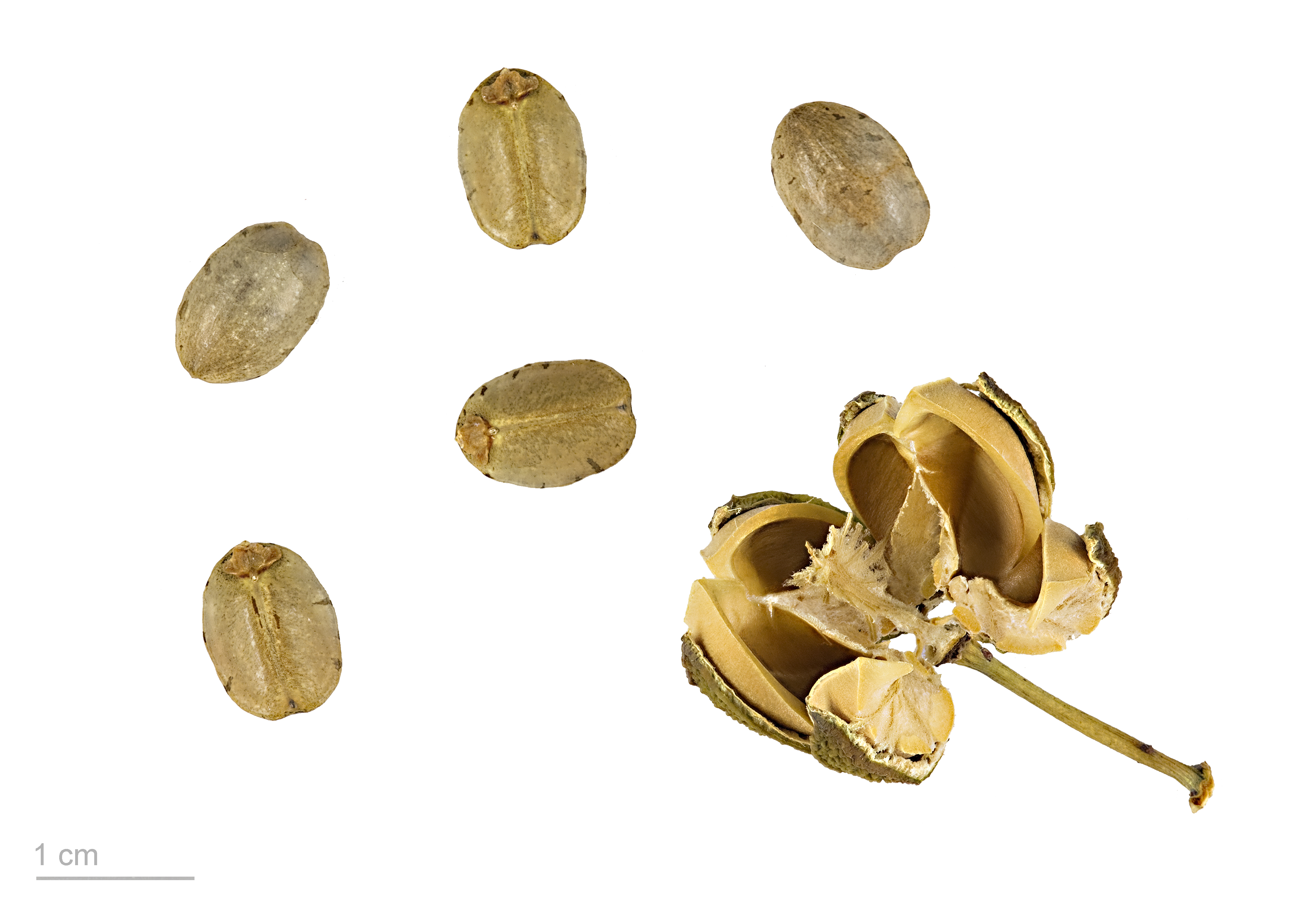
Fruit et graines de manioc.

Le fruit est une capsule de forme ellipsoïde à subglobuleuse, de 1,3 à 1,7 cm de diamètre. Il présente six ailes longitudinales, verdâtres, crénelées ou onduleuses. L'endocarpe ligneux compte trois loges renfermant chacune une graine. Le fruit se sépare en trois coques lors de la déhiscence.
Les graines, ellipsoïdes à pentagonales déprimées, de 1,1 cm de long sur 5,5 mm de large et 3,5 mm d'épaisseur, ont une testa un peu brillante, gris pâle, parfois tachetée de noir. Elles présentent une grande caroncule de 3 mm de large à l'extrémité du micropyle.

## Toxicité
Le manioc est une source peu coûteuse de glucides, très utilisée en particulier en Amazonie depuis des siècles et dans plusieurs pays d'Afrique tropicale depuis la fin du XVIe siècle (cfr dans Internet, nombreux livres sur la question), mais sa consommation sans préparation adéquate est source de graves risques pour la santé.
Le manioc amer contient en effet des glucosides cyanogéniques toxiques, la linamarine (pour 90 %) et la lotaustraline (pour 10 %), qui, lorsque les cellules de la plante sont endommagées, se décomposent sous l'effet d'enzymes, en libérant de l'acide cyanhydrique.
Cette décomposition se fait en deux étapes : l'hydrolyse de la molécule de linamarine, sous l'effet de la linamarase, produit du glucose et de la cyanhydrine d'acétone. Cette dernière molécule, instable, se décompose en cyanure d'hydrogène et en acétone, soit spontanément à un pH inférieur à 5 ou une température supérieure à 35 °C, soit sous l'effet d'une autre enzyme, l'hydroxynitrile lyase.
Les glycosides cyanogènes sont présents dans tous les tissus de la plante (hormis dans les graines). Leur teneur est la plus élevée dans les feuilles (5 g de linamarine par kilogramme de poids frais). Dans les racines, ce taux est plus faible et varie de 100 à 500 mg/kg selon les cultivars. Il n'existe pas de cultivar exempt de glycosides cyanogènes, cependant une variété de manioc dont le taux de linamarine a été réduit de 99 % dans la racine a été développée grâce au procédé de l'interférence par ARN,. Son rendement est cependant bien moins élevé que pour les variétés toxiques classiques.
On a décrit quatre types de toxicité selon l'importance des doses de cyanure ingérées :
1. Toxicité aiguë à doses massives, entraînant une mort rapide ;
2. Toxicité aiguë à doses très élevées, pouvant provoquer un syndrome parkinsonien ;
3. Toxicité subaiguë à doses élevées, responsables de la maladie de Konzo (ou Mantakassa), qui est une paraplégie spastique ;
4. Toxicité chronique à doses faibles, responsable de la neuropathie ataxique tropicale[13].

Une grande diversité de procédés de préparation du manioc permet de le détoxifier et incluent :
- la cuisson dans l'eau, qui lessive d'autant plus l'acide cyanhydrique que la quantité d'eau est importante et la cuisson longue ;
- la cuisson à la vapeur et la friture ;
- le séchage au soleil ou accéléré par l'utilisation de four, permettant d'éliminer 10 à 30 % des glucides cyanogénétiques ;
- l'épluchage, qui consiste à enlever l'enveloppe externe du tubercule de manioc ;
- le blanchiment, qui consiste à tremper les tubercules de manioc préalablement épluchés et découpés dans de l'eau bouillante pendant 5 à 10 minutes, permettant de réduire jusqu'à 50 % environ le taux de cyanogènes ;
- la fermentation (ou rouissage) suivie du séchage, de loin la méthode de détoxification le plus efficace car elle permet une réduction de 80 à 95 % des cyanogènes.

La cuisson des tubercules de manioc ne suffit pas toujours à les rendre consommables. On rapporte des cas d'intoxication — certes heureusement rares — ayant entraîné la mort après absorption de manioc mal cuit, en particulier lors de la friture.
La chair blanche du tubercule doit être râpée et lavée (ou fermentée par rouissage) puis séchée et cuite, comme le font des Amérindiens de la région amazonienne depuis des siècles.
Un rapport de la FAO a confirmé que tremper le manioc dans de l'eau pendant cinq jours avant de le sécher puis le manger permet de réduire fortement le niveau de cyanure et ainsi le rendre comestible,.
La consommation de feuilles mal bouillies (par exemple en posant un couvercle sur la marmite, ce qui limite l'évaporation de l'acide cyanhydrique) peut également être mortelle toujours à cause de la présence de traces de cyanure ; cependant si les taux de cyanure sont acceptables, il sera transformé dans l'organisme en thiocyanate, ce qui peut causer de l'hypothyroïdie[réf. nécessaire], voire un goitre par blocage des récepteurs à l'iode sur la glande thyroïde[réf. nécessaire].
Les effets d'une consommation régulière de petites quantités d'acide cyanhydrique encore présentes dans le manioc après détoxification sont mal connus.

## Interactions
Une symbiose peut se former entre la plante de manioc et des champignons mycorhiziens. Ceci confère au manioc une meilleure résistance à la sécheresse ainsi qu’une meilleure adaptation aux sols pauvres en nutriments.
Les champignons fournissent du phosphate inorganique à la plante, élément essentiel à leur développement, entraînant une croissance accrue du manioc. Cette symbiose permet un meilleur rendement des cultures de manioc et est particulièrement intéressante dans le contexte de consommation mondiale de manioc. Cet aliment étant une des ressources nutritives majeures des pays tropicaux, son optimisation pourrait jouer un rôle dans la lutte contre la précarité alimentaire.

## Variétés

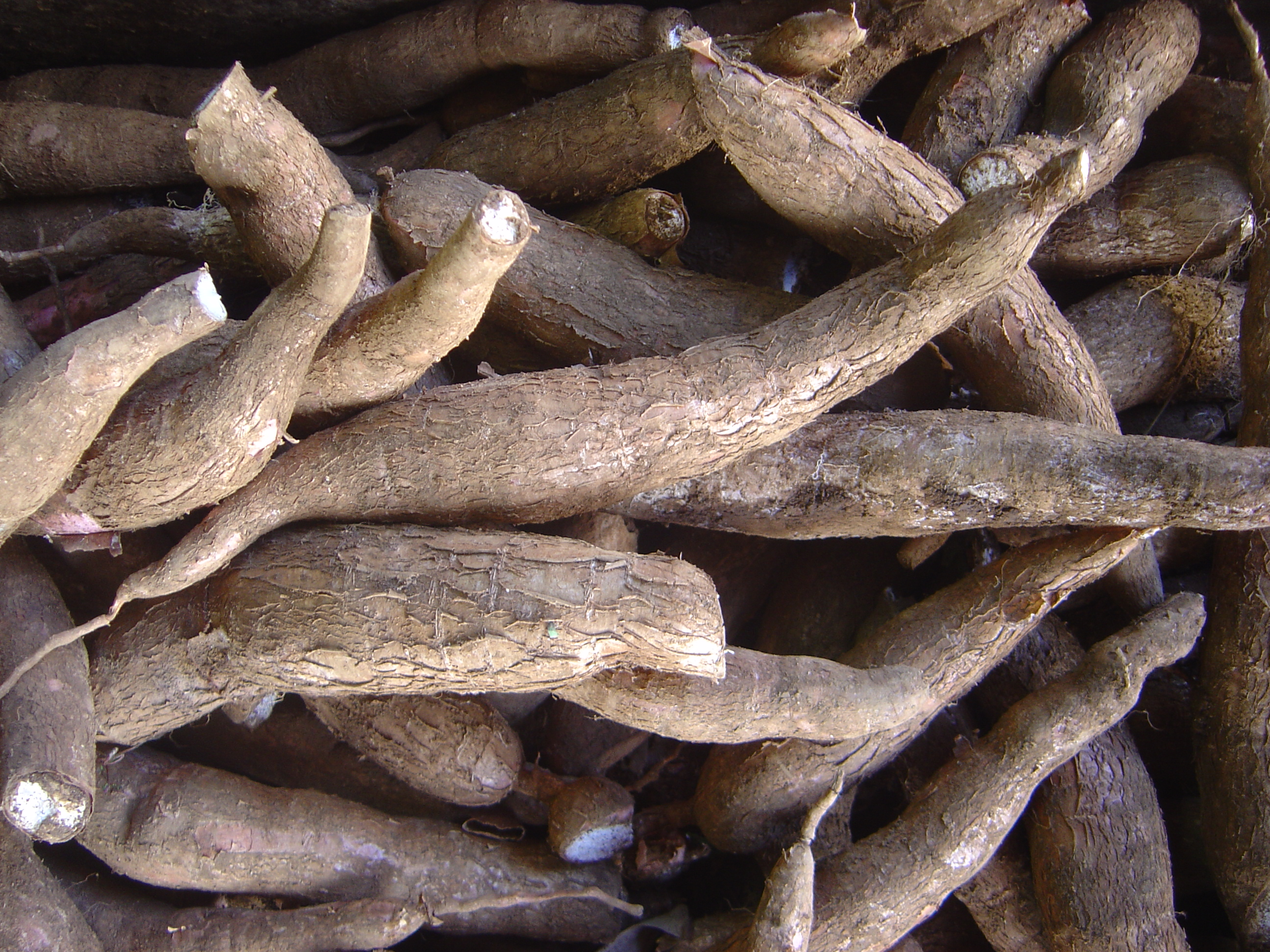
Racines de manioc.

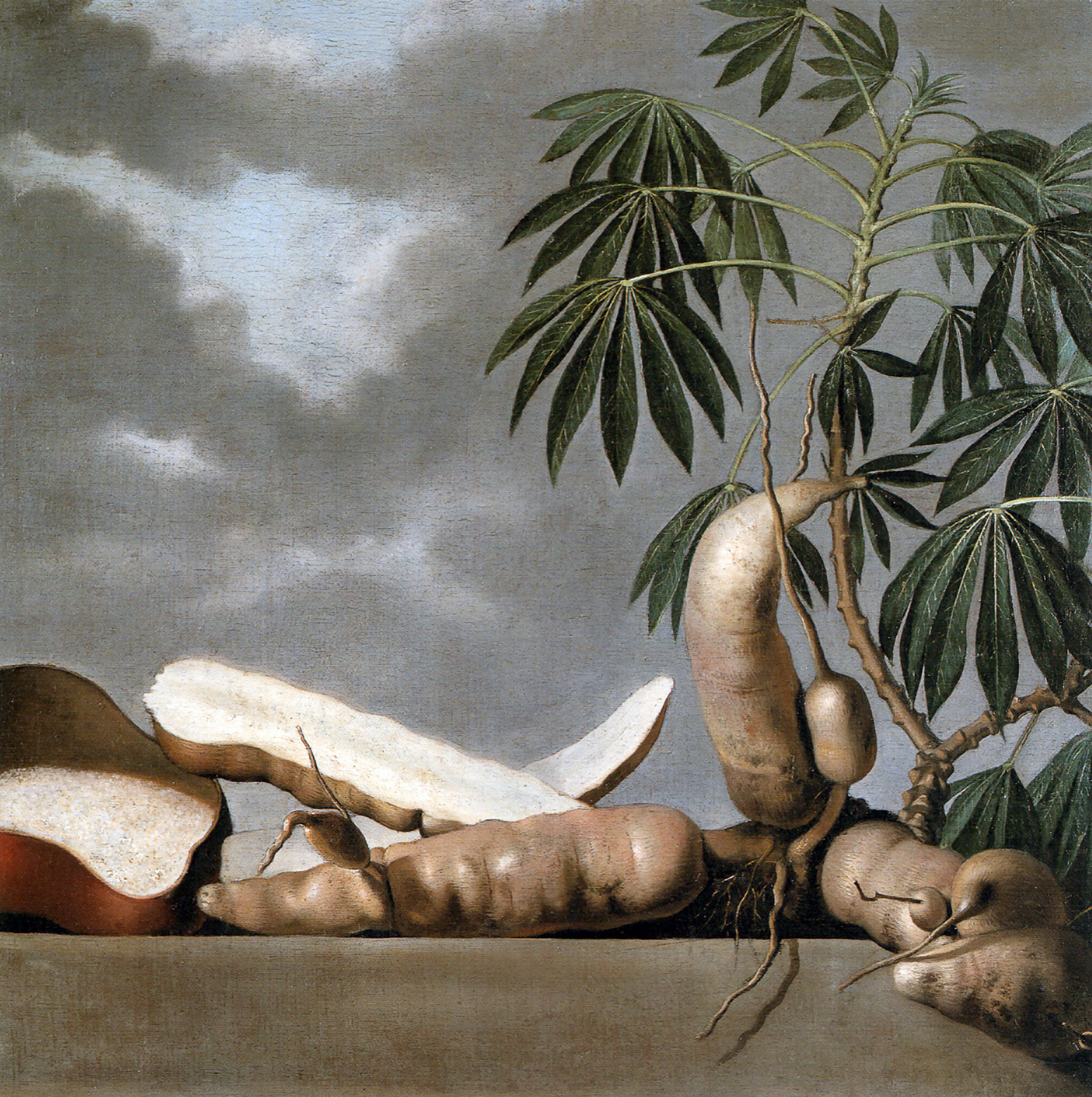
Manioc du Brésil, par Albert Eckhout.

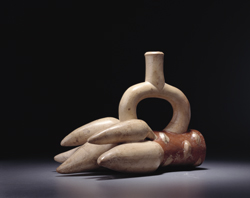
Représentation de Manioc (Yuca) en culture mochica, premier siècle, musée Larco (Lima).

On distingue une multitude de variétés de manioc différentes entre elles par plusieurs paramètres. Les caractères distinctifs les plus utilisés in vivo sont la coloration et la forme des organes.
Le manioc étant une plante à racine, le terme « racine tubéreuse » est scientifiquement plus approprié que le terme « tubercule ».
On en cultive deux variétés principales :
- le manioc amer, impropre à la consommation s'il n'est pas préalablement détoxifié, et dont les racines séchées sont transformées en tapioca, en cassave ou en farine qui, préparée sous forme de farofa, est un ingrédient de la feijoada brésilienne ; le manioc amère détoxifié permet également  a la fabrication des excipients des médicaments pharmaceutiques qui servent a contenir le principe actif desdits médicaments.
- le manioc doux, dont les racines peuvent être directement consommées, on note cependant des cas de neuropathies car il contient des hétérosides cyanogènes en moindre quantité (8 fois moins que le manioc amer).

Les tubercules sont également utilisés pour la préparation de boissons alcoolisées distillées, comme la boisson indigène cauim et la tiquira, cachaça commune de l'État brésilien du Maranhão.
La chair des tubercules a une couleur blanchâtre et rappelle le bois par sa texture et sa consistance. Après cuisson dans l'eau, sa chair devenue jaune se délaie. La friture la rend croustillante.
Les feuilles sont aussi consommées en tant que légumes, notamment en Afrique, elles contiennent de la vitamine A et C.

### Bocou
Le manioc Bocou 1 est l’une des cinq variétés de manioc développées (Bocou 1, Bocou 2, Bocou 3, Bocou 4, Bocou 5) par le Centre national de recherche agronomique (CNRA) de Côte d'Ivoire dans le cadre du projet Diffusion de nouvelles technologies agricoles en Afrique (DONATA). Cette variété est particulière en ce sens qu’elle est utile pour l’alimentation et son rendement permet une forte rentabilisation à l’hectare.
En 2005, le CNRA met en place le Bocou 1 et le Bocou 2. Ces variétés sont testées dès la première année dans des sites pilotes, en Côte d’Ivoire. Les résultats jugés satisfaisants vu les rendements moyens de 30 tonnes/hectare et la possibilité de transformation en plusieurs sous-produits, permettent la vulgarisation de cette variété.
Le Bocou1 peut être récolté après 8 à 12 mois (ANADER, 2016). Sa récolte se fait manuellement par arrachage des tubercules du sol. Les variétés Bocou sont résistantes aux maladies et aux ravageurs et génèrent un rendement élevé. Son mode de production nécessite une préparation du sol qui doit s’achever avant le début de la grande saison des pluies. La saison idéale de plantation est la période avril-mai. Il faut un labour d’environ 80 cm de profondeur.

## Manioc OGM
Il existe différentes variétés de manioc transgénique, dont par exemple une variété enrichie de vitamine B6, ou une variété qui résiste à deux virus, celui de la mosaïque et celui de la maladie de la « striure brune ».

## Histoire
Le manioc est originaire d'Amérique du Sud ; il aurait été cultivé dans le Nord de l'actuelle Bolivie (Llanos de Moxos) il y a environ 10 000 ans. Les Européens apprirent son existence en 1500 quand le navigateur portugais Cabral accosta au Brésil avec ses hommes. Sa consommation par les Amérindiens a cependant été surestimée pendant la majeure partie de son histoire. C'est principalement après l'arrivée des Européens que celui-ci est largement cultivé en Amazonie ; jusque-là sa toxicité le rendait inconsommable par les nomades fuyant les colons.
La première description du manioc dans un livre est faite par André Thevet à la suite de son voyage entre 1555 et 1556 au Brésil, dans Les Singularitez de la France antarctique (publié en 1557).

« Ainsi aujourd’hui nos sauvages font farine de ces racines que nous avons appelées Manihot, qui sont grosses comme le bras, longues d’un pied et demi ou deux : et sont tordues et obliques communément. Et est cette racine d’un petit arbrisseau environ quatre pieds, les feuilles sont quasi semblables à celles que nous nommons de par-deça Pataleonis [alchémille], ainsi que nous démontrerons par figure, qui sont six ou sept en nombre ; au bout de chaque branche, est une feuille longue d’un demi pieds et trois doigts de large.
Or la manière de faire cette farine est telle. Ils pilent ou râpent ces racines sèches ou vertes avec une large écorce d’arbre, garnie toute de petites pierres fort dures, à la manière qu’on fait par deçà une noix de muscade ; puis vous passent cela, et la font chauffer en quelques vaisseau sur le feu avec une certaine quantité d’eau ; puis brassent le tout, en sorte que cette farine deviennent en petit drageons, comme est la manne grenée, laquelle est merveilleusement bonne quand elle est récente et nourrit très bien.
Depuis le Pérou, Canada et Floride, en tout cette terre continente […] voire jusqu’au détroit de Magellan, ils usent de cette farine, laquelle y est fort commune, encore qu’il y a de distance d’un bout à l’autre de plus de 2000 lieues ; et ils en usent avec chair et poisson, comme nous faisons ici de pain. »

— André Thevet, Les Singularités de la France antarctique, chapitre 58, 1558
Jean de Léry précise cette description du manioc lorsqu'il aborde les côtes du Brésil en 1557, et à court de provisions troque des objets manufacturés contre des vivres, dont de la farine de manioc. De retour en France, Léry publie à La Rochelle le récit de son voyage, L’Histoire d'un voyage fait en la terre du Brésil, autrement dit Amérique (publié en 1578), dans lequel il fait mention de la racine de manioc. Plus tard une description scientifique en est faite par Willem Piso dans son ouvrage Historia naturalis Brasiliæ publié en 1648 à Amsterdam.
Bien que le manioc ne fût guère apprécié par les Européens, les jésuites en développèrent la culture, si bien « qu’il n’y eut bientôt plus de collège ou résidence de la Compagnie, sans sa plantation de manioc pour pouvoir nourrir leur nombreux personnel indien et noir, ainsi que les pères, qui pour plusieurs d’entre eux, en oublièrent le pain du Portugal ».
Les indigènes en faisaient aussi des bières dont l'historien portugais Gândavo (pt) explique ainsi la conception : « Ils fabriquent beaucoup de vin pour s’enivrer à partir de la racine d’aypim [manioc doux], qu’ils cuisent puis font mastiquer par des jeunes filles vierges, puis pressent dans de grands pots et en boivent trois à quatre jours plus tard ».
Les Européens amènent le manioc en Afrique au XVIe siècle. Il y est introduit en 1580 par les Portugais via Sao Tomé. Il fut très bien accueilli en Afrique tropicale, car il est de culture facile; il suffit d'introduire en terre un rameau ou un morceau de racine et, avec très peu de soins, il donne des rendements excellents.
L'implantation du manioc fut plus difficile en Asie tropicale car il entrait en concurrence avec le riz, l'aliment de base des populations. Il arriva avec la culture du caoutchouc au milieu du XIXe siècle. Les planteurs installèrent des champs de manioc à proximité des campements des ouvriers pour libérer du temps de travail pour le caoutchouc.
La fabrication du tapioca est attestée pour la première fois dans un livre de Jan Nieuhof qui séjourne au Brésil entre 1640 et 1649, il parle de la fabrication d'une sorte de gâteau fait de farine de manioc nommé tipiacica.

## Taxinomie
L'espèce Manihot esculenta a été décrite par le naturaliste Heinrich Johann Nepomuk von Crantz.

### Synonymes
Selon The Plant List (14 juillet 2019) :
- Janipha aipi (Pohl) J.Presl
- Janipha manihot (L.) Kunth[33]
- Jatropha aipi (Pohl) A.Moller
- Jatropha diffusa (Pohl) Steud.
- Jatropha flabellifolia (Pohl) Steud.
- Jatropha glauca A.Rich.
- Jatropha janipha Lour.
- Jatropha lobata var. richardiana Müll.Arg.
- Jatropha manihot L.[33]
- Jatropha paniculata Ruiz & Pav. ex Pax
- Jatropha silvestris Vell.
- Mandioca aipi (Pohl) Link
- Mandioca dulcis (J.F.Gmel.) D.Parodi
- Mandioca utilissima (Pohl) Link
- Manihot aipi Pohl[33]
- Manihot cannabina Sweet
- Manihot diffusa Pohl
- Manihot dulcis (J. F. Gmelin) Pax[33]
- Manihot edule A.Rich.
- Manihot esculentus[33]
- Manihot flabellifolia Pohl
- Manihot guyanensis Klotzsch ex Pax
- Manihot loureiroi Pohl
- Manihot manihot (L.) Cockerell[33]
- Manihot manihot (L.) H.Karst.
- Manihot melanobasis Muell. Arg.[33]
- Manihot palmata var. aipi (Pohl) Müll.Arg.
- Manihot sprucei Pax
- Manihot utilissima Pohl

### Liste des sous-espèces
Selon NCBI (14 juillet 2019) :
- Manihot esculenta subsp. esculenta
- Manihot esculenta subsp. flabellifolia (Pohl) Cif.
- Manihot esculenta subsp. peruviana (Muell.Arg.) Allem

## Maladies
La culture du manioc est affectée par diverses maladies bactériennes, virales et fongiques. En Afrique en particulier sévissent deux maladies virales importantes, la mosaïque africaine du manioc et la striure brune du manioc, ainsi qu'une maladie bactérienne, la bactériose vasculaire du manioc.

### Mosaïque du manioc

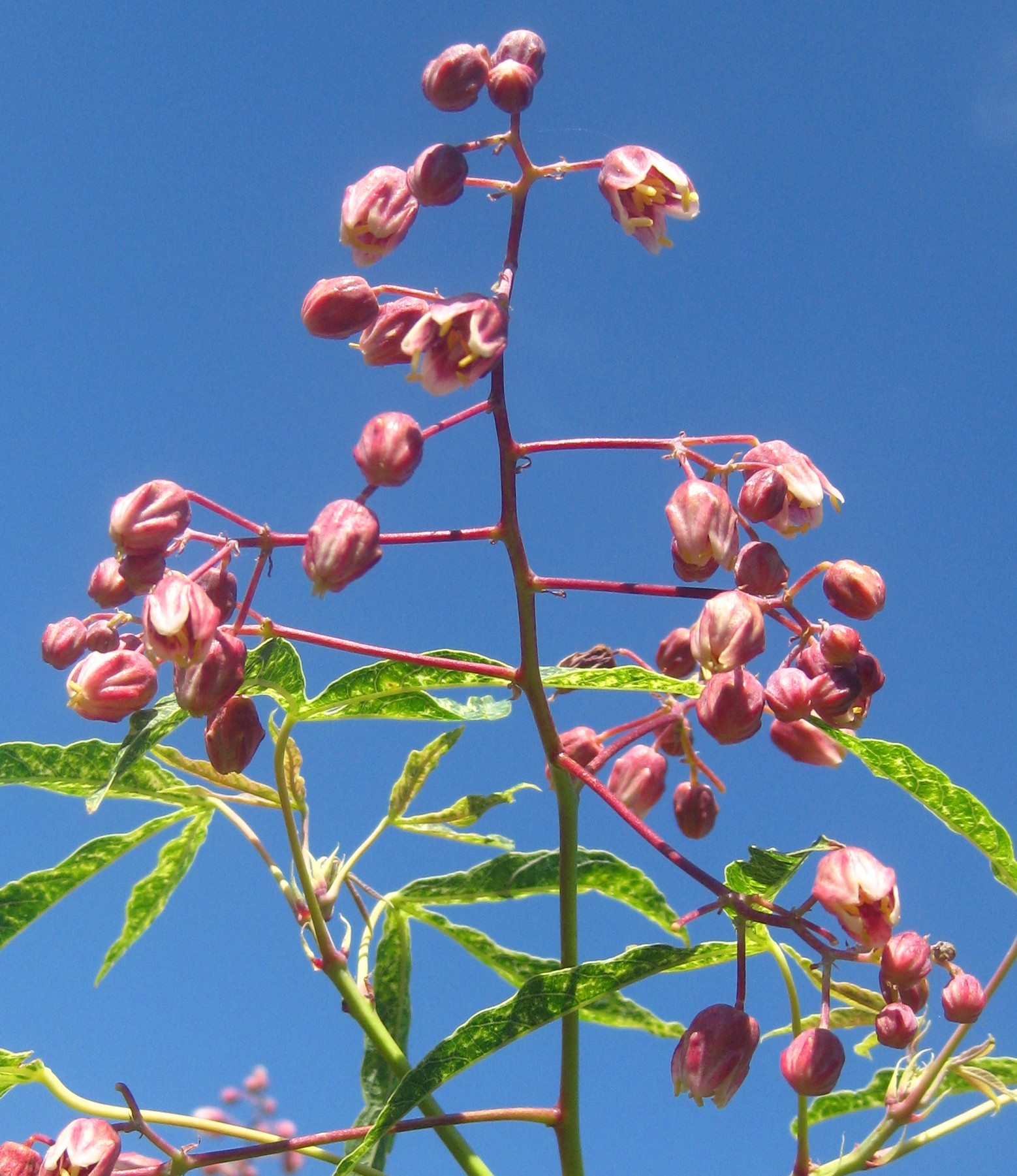
Fleurs de manioc dont les feuilles sont atteintes de la mosaïque.

Depuis le milieu des années 1990 en Afrique de l'Est (Ouganda, Kenya, Congo-Brazzaville entre autres) sévit sur la plante une forme agressive d'un virus appelé « mosaïque ». Cela se traduit par des lésions dans la pigmentation des feuilles, de couleur vert clair à jaune, et les tubercules prennent un gout plus sucré. C'est pourquoi les cultivateurs n'y ont pas prêté attention. Depuis la période susmentionnée toutefois, consécutivement aux lésions décrites plus haut, la plante perd les feuilles attaquées, les tubercules deviennent rachitiques, les récoltes décroissent redoutablement.
Cette maladie se répand en effet très rapidement d'une plante à l'autre. La mouche blanche est fortement soupçonnée d'être un important vecteur de sa transmission. Ce virus est sans danger connu à l'égard de la santé humaine, abstraction faite des famines qu'il peut provoquer. Aucun traitement contre la « mosaïque » n'est connu, malgré des essais de chimiothérapie et de thermothérapie pour éliminer le virus de la mosaïque du manioc. Seul le recours à des variétés résistantes à la maladie est efficace.

## Production

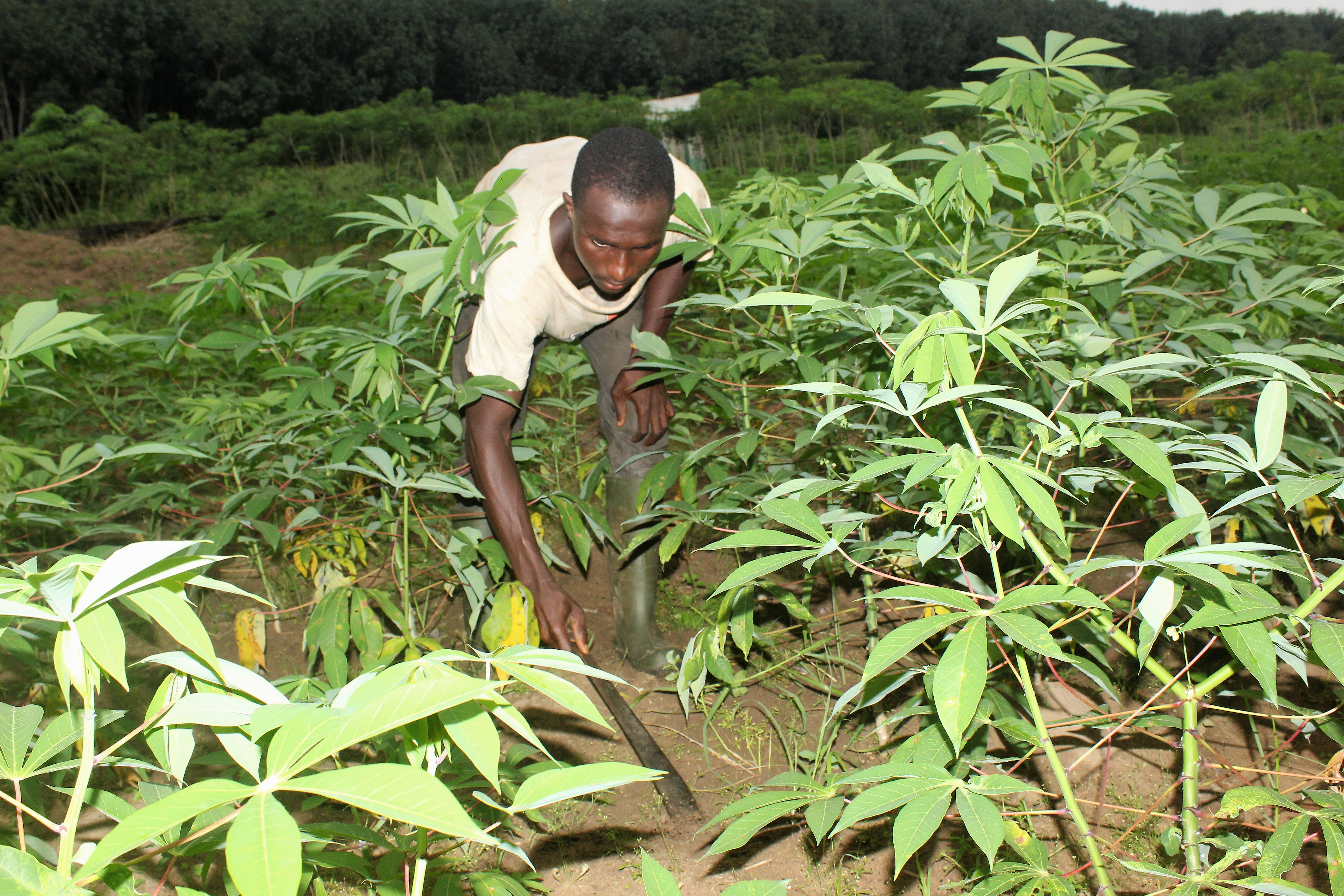
Dans un champ de manioc en Côte d'Ivoire.

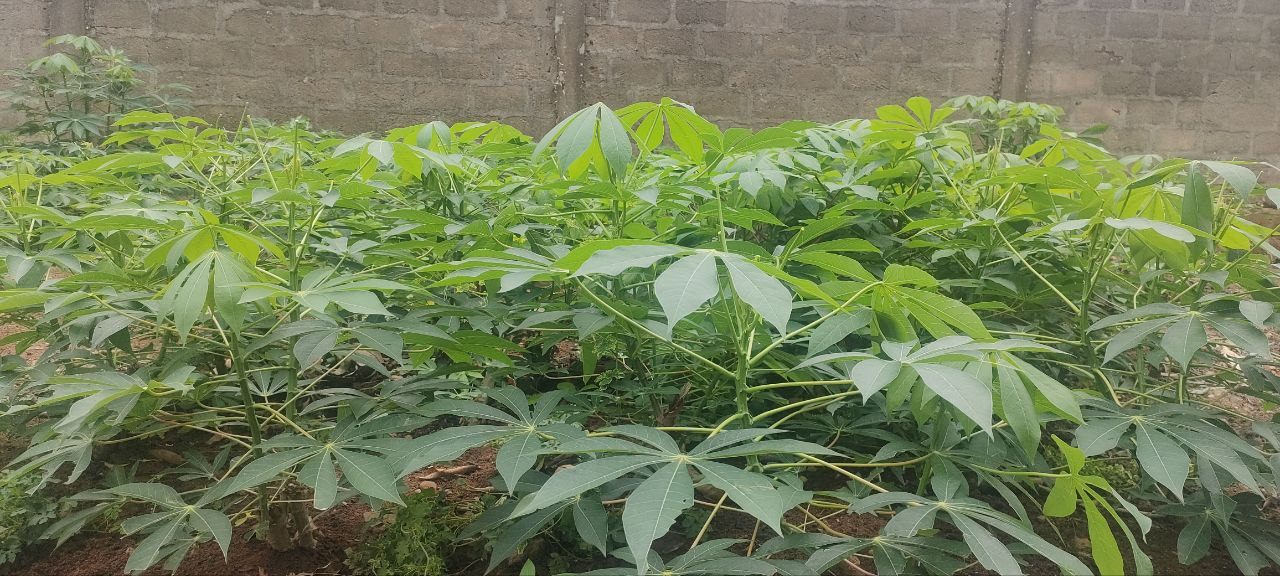
Feuille de manioc du Bénin

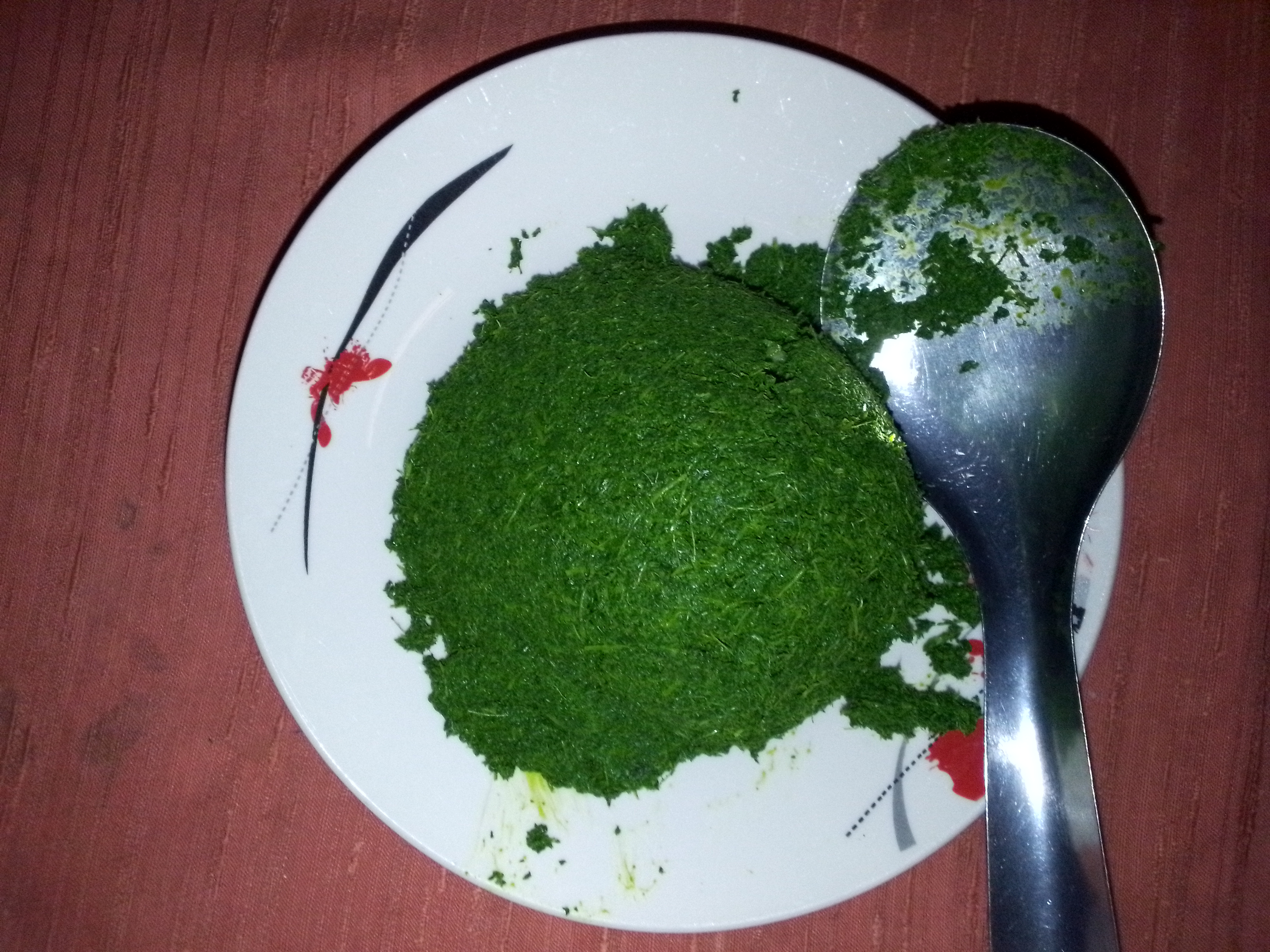
Feuille de manioc maté

La production de manioc annuelle est d'environ 250 millions de tonnes par an. Elle est l'une des trois grandes sources de polysaccharides, avec l'igname et l'arbre à pain, dans les pays tropicaux.
Principaux pays producteurs en 2014 :
|             | Pays                             | Production en million de tonnes | % monde |
| ----------- | -------------------------------- | ------------------------------- | ------- |
| 1           | Nigeria                          | 54,832                          | 20,3 %  |
| 2           | Thaïlande                        | 30,022                          | 11,1 %  |
| 3           | Indonésie                        | 23,436                          | 8,7 %   |
| 4           | Brésil                           | 23,242                          | 8,6 %   |
| 5           | République démocratique du Congo | 16,609                          | 6,1 %   |
| 6           | Ghana                            | 16,524                          | 6,1 %   |
| 7           | Viêt Nam                         | 10,210                          | 3,8 %   |
| 8           | Cambodge                         | 8,835                           | 3,3 %   |
| 9           | Inde                             | 8,139                           | 3 %     |
| 10          | Angola                           | 7,637                           | 2,8 %   |
| 11          | Mozambique                       | 5,115                           | 1,9 %   |
| 12          | Cameroun                         | 4,915                           | 1,8 %   |
| 13          | Malawi                           | 4,911                           | 1,8 %   |
| 14          | Chine                            | 4,665                           | 1,7 %   |
| 15          | Tanzanie                         | 4,228                           | 1,6 %   |
| Total monde | Total monde                      | 270,279                         | 100 %   |

## Utilisation

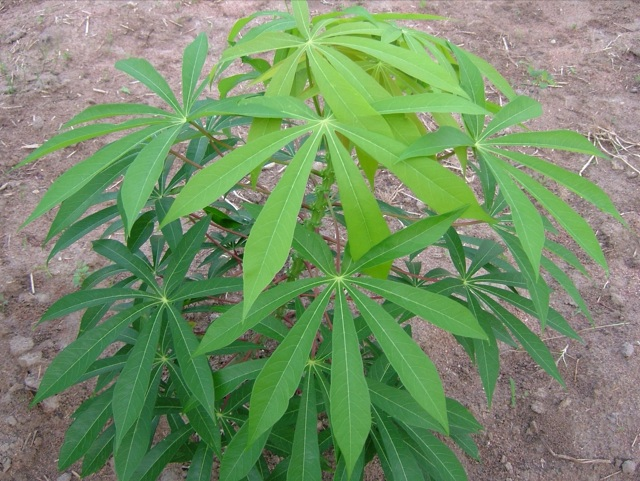
Feuilles de manioc

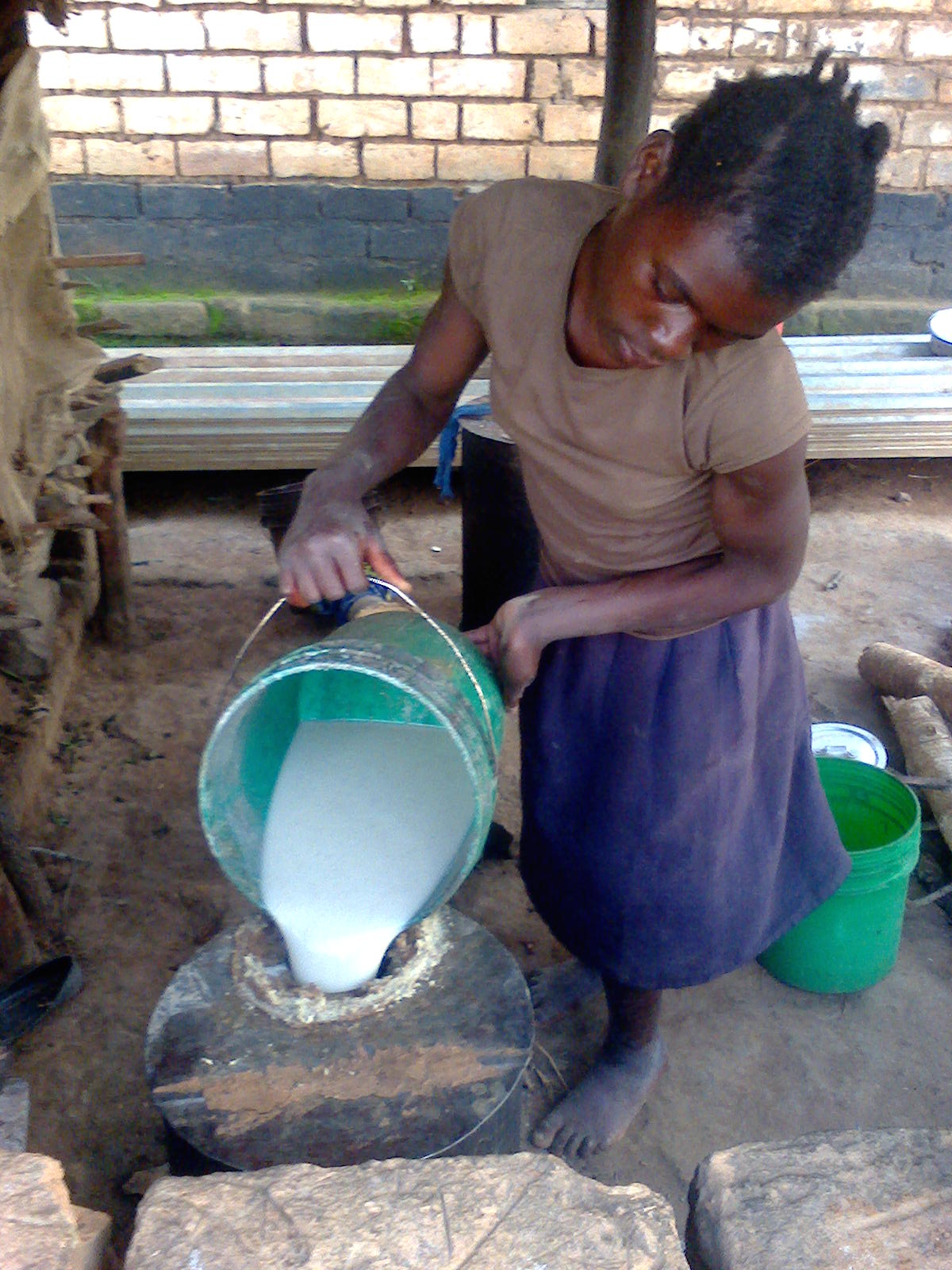
Une femme brasse une bière locale, le munkoyo, dans la campagne zambienne

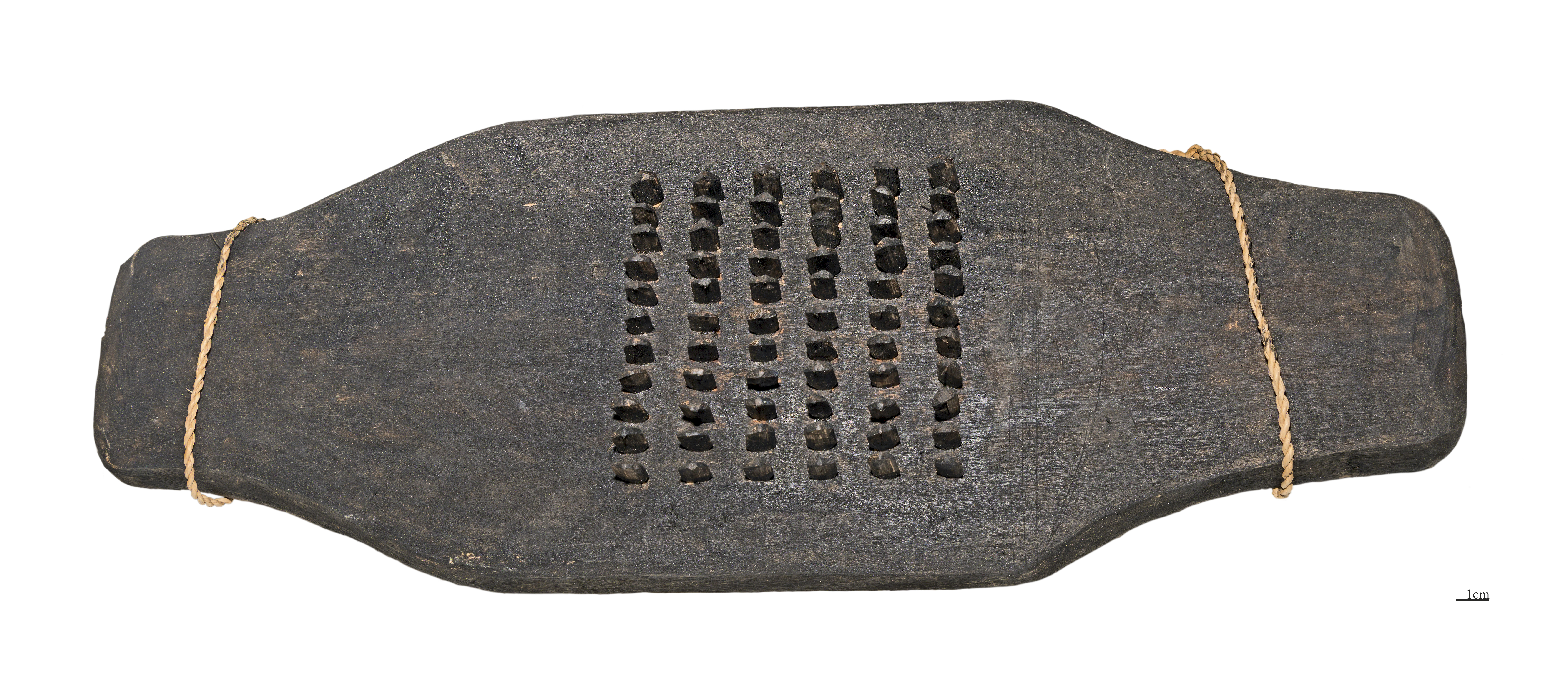
Râpe à manioc, Indiens karajá MHNT

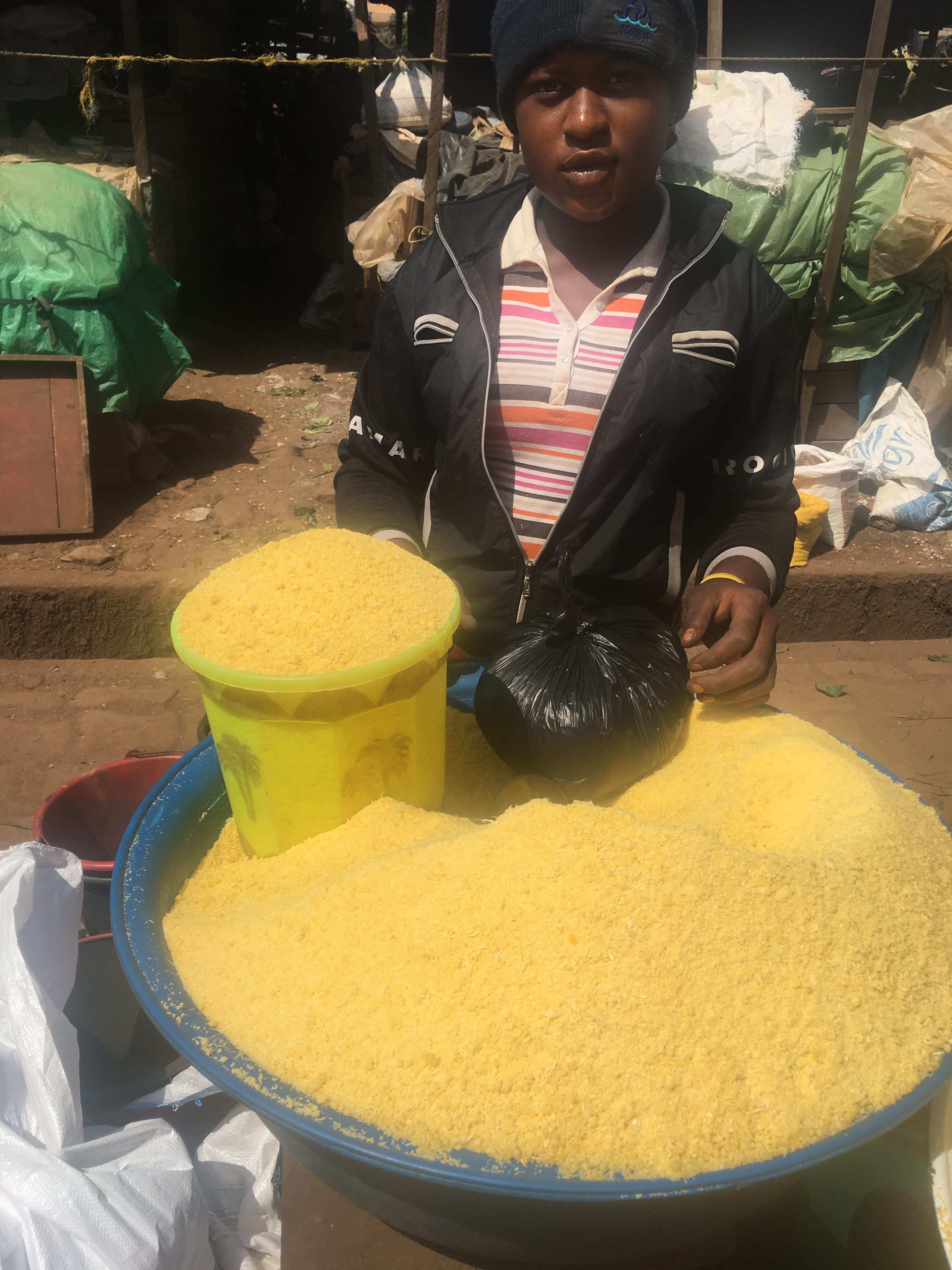
Tapioca séché

Le manioc est utilisé comme semoule ou comme fécule (tapioca) ou comme farine sans gluten.
Les feuilles au-dessus de la plante peuvent être broyées pour fabriquer du pondu, un légume traditionnel.
Les plats les plus connus sont le foufou, l'attiéké un couscous de manioc, le Mpondu à base de manioc et de poisson, le pondu madesu, à base de manioc et de haricots.
Le manioc est aussi utilisé pour fabriquer une tortilla, le cassave, un pain la chikwangue et des bières traditionnelles telles la cachiri, le munkoyo ou la mbégé.
Le manioc a été importé du Brésil au XVIe siècle vers l'Afrique, où il est maintenant cultivé. Au Brésil et en Amérique centrale, on l'utilise beaucoup frit pour accompagner les grillades. En hiver, le bouillon de manioc est très populaire. Il est également utilisé en farine légèrement rôtie pour accompagner les haricots. Cette même farine est l'ingrédient principal de la farofa.
On peut préparer les tubercules en les faisant cuire, puis en les lavant longuement à l'eau pour évacuer les traces de cyanure, et en les séchant au soleil.
Une fois pilé, à la main ou au moulin, on obtient une farine blanche appelée « foufou » dans les deux Congo. Cette farine est mélangée à de l'eau bouillante à égale proportion et constitue un aliment qui accompagne les plats en sauce. Elle peut aussi être donnée à de jeunes enfants. Le foufou a une valeur calorique sèche de 250 à 300 cal, soit près de la moitié lorsqu'elle est en pâte.
Une autre façon de le consommer est en pains de manioc (appelés « chikwangue » en République Démocratique du Congo, « bibôlô » au Cameroun, et « mangbèré » en Centrafrique). Ils sont riches en cellulose, consistants, mais très peu nourrissants. Leur prix très abordable favorise leur consommation à grande échelle. Il est recommandé de bien les mâcher afin de ne pas avoir de problème de digestion. Les tubercules sont aussi préparés en gâteaux cuits à l'étouffée appelés Ekok'a Makwamba au Cameroun ou comme une pâtisserie classique.
À l'île Maurice le manioc est produit et consommé sous forme de biscuits, le plus souvent aromatisés, à la cannelle, à la crème anglaise, à la noix de coco ou encore au sésame. Le manioc est consommé sous forme d'une soupe avec de la viande de bœuf, poulet (appelés katkat manioc).
Les feuilles de manioc sont également consommées avec du riz (« riz-feuilles »), en République du Congo et en République démocratique du Congo sous le nom de mpondu, saka-saka ou « ngunza » ou « ngoundja » en République centrafricaine. Le matapa, plat typique du Mozambique, (vatapá au Brésil), est préparé avec les jeunes feuilles de manioc pilées avec de l'ail et la farine tirée des tubercules, cuites avec du crabe ou des crevettes. Aux Comores sous le nom de mataba, les feuilles sont accommodées avec un émincé de poisson.
En Côte d'Ivoire, le manioc est consommé sous forme de semoule cuite à la vapeur, ce qu'on appelle l’attiéké. L'attiéké est un plat national, principalement consommé dans les régions sud du pays. Il est souvent accompagné de sauce locale (claire, graine, etc.). Le manioc peut se consommer aussi sous forme de pain de manioc appelé foufou de manioc ou encore deplacali, essentiellement constitué de substance amidonnée. L'attiéké est consommé frais de préférence. Il se conserve et s'exporte ou se commercialise sous forme séchée. La production de manioc commence à se faire sous la forme industrielle par des petites unités de production d'attiéké. Cette forme n'est pas encore répandue en Côte d'Ivoire.
À la Réunion, les jeunes feuilles sont également consommées en brèdes.
À Madagascar, on consomme aussi les feuilles de manioc ; on les retrouve pilées comme ingrédient d'un plat national nommé ravitoto qui, associé à du riz, peut s'accompagner de viandes, crevettes, poissons et est parfois parfumé au coco.
Le principal élément nutritif que nous apportent racines et tubercules est l'énergie alimentaire et plus précisément sous forme de glucides. La teneur en protéines est faible, et dans presque toutes les protéines des plantes à racines comme dans celles des légumineuses, les amino-acides contenant du soufre sont les amino-acides limitants. Le manioc par exemple contient de petites quantités de vitamine C et du bêta-carotène ou encore de la provitamine A.

## Le manioc et les médicaments pharmaceutiques
Le manioc fait partir des racines et tubercules très riche en amidon. cet amidon qui est une source importante dans la fabrication des produits pharmaceutiques. 
L’amidon a été extrait de deux variétés de manioc cultivées à l’Institut de Recherche Agronomique pour le Développement (IRAD) de Foumbot au Cameroun, les variétés TME 419 et TMR. Sur les deux amidons, des essais physico-chimiques et des essais galéniques ont été effectués. Des essais de formulation de comprimés nus nécessitant une granulation humide ont ensuite été réalisés. Les comprimés de paracétamol dosés à 500mg ont été fabriqués en utilisant d’une part l’amidon de maïs et d’autre part l’amidon de manioc variété TME 419 successivement comme liant, diluant et désintégrant. Tous les comprimés ont été soumis aux essais physicochimiques et pharmacotechniques règlementaires .

## Qualités nutritives
La protéine du manioc est moins riche en acides aminés essentiels que les autres plantes-racines. Cependant, la farine de manioc utilisée dans des essais d'alimentation animale remplaçait plus avantageusement le blé que ne le faisaient le sorgho ou le maïs par exemple.[réf. nécessaire]
Le manioc est une racine tubérisée. En comparaison, si la pomme de terre contient 65 % d’amidon sur matière sèche et 9 % de protéines, le manioc a des taux de, respectivement 85 % et 2 %. Cette très faible teneur en protéines varie selon les pratiques agricoles, les conditions de culture et l’origine géographique. De plus, le manioc est relativement pauvre en acides aminés soufrés, notamment en cystéine et en méthionine. Néanmoins, on trouve une différence de teneur en protéines selon la partie ou la forme de manioc consommé. La proportion de protéines diffère entre les feuilles et les racines par exemple.
Les feuilles de manioc apparaissent comme un bon aliment par leur richesse en protéines, calcium, sels minéraux totaux et vitamines. L’avantage est que la feuille de manioc atteint des valeurs nutritionnelles protéiques importantes dès 5 mois après la plantation.
Les feuilles de manioc présentent un profil protéique très intéressant pour les populations qui consomment largement cette denrée. Un régime à base de tubercules de manioc qui apportent l'énergie nécessaire par l’amidon, voit sa valeur nutritionnelle améliorée de manière conséquente avec la consommation de la feuille, pour l’apport en protéines. Néanmoins, un déficit important en méthionine et en cystéine est à remarquer lors de la consommation de feuilles de manioc. Un autre aliment qui apporte ces acides aminés soufrés est de ce fait indispensable pour compléter ce régime.
La systématisation de la double consommation des feuilles et des tubercules de manioc dans les populations pourrait permettre la limitation de l’apparition de maladies de carence en protéines, très présentes en Afrique chez les nourrissons et enfants principalement nourris de racines de manioc.[réf. nécessaire]